# Elisson Aparecido Rosa
Elisson Aparecido Rosa, (Belo Horizonte, 26 de março de 1987), é um futebolista brasileiro que atua como goleiro. Atualmente, joga pelo Rio Verde.

## Cruzeiro

### 2006 a 2013
Elisson começou no Cruzeiro em 2006 como uma grande promessa, porém nunca se firmou, e com isso foi emprestado a diversos clubes.

### 2014
Em 2014 foi campeão mineiro e fez parte do elenco campeão do Campeonato Brasileiro daquele ano, o quarto da história do clube.

## Coritiba
Em 25 de dezembro de 2015, o Coritiba confirmou a chegada do goleiro, e assinará um contrato de empréstimo por um ano com o clube paranaense.

## Títulos
Cruzeiro
- Campeonato Mineiro: 2014
- Campeonato Brasileiro: 2014

 Operário-MS
- Campeonato Sul-Mato-Grossense: 2024, 2025[3]